# Nikita Jurjewitsch Belych

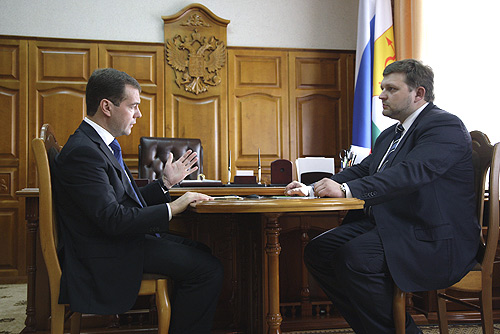
Nikita Belych (rechts) mit dem russischen Präsidenten Medwedew (14. Mai 2009)

Nikita Jurjewitsch Belych (russisch Никита Юрьевич Белых; * 13. Juni 1975 in Perm) ist ein russischer Politiker. Er war Vorsitzender der oppositionellen Partei Union der rechten Kräfte. Von Januar 2009 bis Juli 2016 war er Gouverneur der Oblast Kirow.

## Werdegang
Nikita Belych nahm 1996 nach dem Abschluss seines wirtschaftswissenschaftlichen Studiums an der Staatlichen Universität Perm eine Stelle bei der Permer Finanz- und Industriegruppe an. 1998 trat er der von Sergei Kirijenko angeführten Bewegung Neue Kraft (russisch Новая Сила) bei, 1999 wurde er Mitglied der Union der rechten Kräfte. 2001 wurde er ins Parlament des Gebiets Perm gewählt. Bei den russischen Parlamentswahlen 2003 wurde er von der Union der rechten Kräfte als Kandidat aufgestellt, errang jedoch kein Mandat, da die Partei an der Fünf-Prozent-Hürde scheiterte.
Im Mai 2004 wurde Nikita Belych zum stellvertretenden Gouverneur der Oblast Perm ernannt. Diesen Posten behielt er, bis er im Mai 2005 zum Parteiführer der Union der rechten Kräfte gewählt wurde. 
Einen Erfolg erzielte Belych bei seinem Bemühen für ein Bündnis mit der zweiten bedeutenden liberal-demokratischen Partei, Jabloko, bei den Wahlen zum Moskauer Stadtparlament 2005. Die gemeinsam aufgestellte Liste Jabloko-Vereinigte Demokraten erhielt 11 % der Stimmen und überwand somit die für den Einzug ins Parlament gesetzte Zehn-Prozent-Hürde.
Im September 2008 trat er als Vorsitzender der Union der rechten Kräfte zurück und verließ die Partei, da er den Zusammenschluss mit den anderen Parteien des rechten Spektrums ablehnte. Am 8. Dezember 2008 wurde er vom Präsidenten Dmitri Medwedew als Gouverneur der Oblast Kirow vorgeschlagen. Am 18. Dezember wurde seine Kandidatur vom lokalen Abgeordnetenhaus bestätigt. Am 15. Januar 2009 trat er das Amt an.
Am 24. Juni 2016 wurde Belych in einem Moskauer Restaurant bei der Entgegennahme von 100.000 EUR festgenommen. Die Ermittlungsbehörden werfen ihm vor, dass es sich dabei um eine Tranche eines Bestechungsgeldes von insgesamt 400.000 EUR  gehandelt hätte. Nikita Belych bestreitet die Vorwürfe. Er wurde in Untersuchungshaft genommen und ins Lefortowo-Gefängnis verbracht. Ihm drohen bis zu 15 Jahre Haft. Einen Monat später wurde er vom russischen Präsidenten seines Postens als Gouverneur enthoben.
Nikita Belych ist verheiratet und hat drei Söhne.